# András Debreceni
András Debreceni (ur. 21 kwietnia 1989 w Nagykanizsy) – węgierski piłkarz grający na pozycji obrońcy. Wychowanek klubu Budapest Honvéd, z którego był wypożyczony do Kecskeméti TE. W sezonie 2013/2014 grał w Diósgyőri VTK, a latem 2014 przeszedł do Vasasu SC. W reprezentacji Węgier zadebiutował w 2012 roku. Rozegrał w niej jeden mecz.